# МЗ-235
МЗ-235 — моторное звено понтонного парка ПП-91.
Моторное звено предназначено для буксировки паромов при устройстве мостовых и паромных переправ, переноса моста на другой створ, забрасывания якорей, для разведки реки и выполнения различных задач при оборудовании и содержании переправ. Одновременно звено служит проезжей частью  в составе парома или моста собираемого из понтонного парка.

## Техническое описание
Моторное звено М3-235 состоит из: 
- корпуса;
- силовой установки;
- движительно-рулевого устройства;
- двух съемных рубок;
- навигационного оборудования;
- понтонных механизмов и устройств;
- судовых устройств.

Корпус моторного звена имеет трапециидальное сечение с санными носовыми и кормовыми обводами и разделен на пять герметичных отсеков. 
В состав силовой установки входит дизельный двигатель водяного охлаждения 3Д20 мощностью 235 л. с. Охлаждение производится через теплообменник забортной водой. Ёмкость топливного бака 1000 литров.
В движительно-рулевое устройство входит поворотно-откидная колонка с гребным винтом установленным в насадке. 
Моторные звенья перевозятся понтонных автомобилях КрАЗ-260Г или Урал-53236. 
Входит в состав комплекта понтонного парка ПП-91. В составе парка 8 моторных моторных звеньев.

### Технические характеристики
- масса - 7 т;
- длина - 2.95 м;
- осадка - 0.65 м;
- максимальная скорость движения на воде - 15.7 км/час;
- тяга на швартовых - 2340 кгс;
- расчет звена - 2 моториста.